# Старе Курово
Старе Курово (пол. Stare Kurowo) — село в Польщі, у гміні Старе Курово Стшелецько-Дрезденецького повіту Любуського воєводства.
Населення — 2159 осіб (2011).
У 1975-1998 роках село належало до Гожовського воєводства.

## Демографія
Демографічна структура станом на 31 березня 2011 року:
|          | Загалом | Допрацездатний вік | Працездатний вік | Постпрацездатний вік |
| -------- | ------- | ------------------ | ---------------- | -------------------- |
| Чоловіки | 1074    | 219                | 761              | 94                   |
| Жінки    | 1085    | 203                | 649              | 233                  |
| Разом    | 2159    | 422                | 1410             | 327                  |